# Tautogramma
Un tautogramma (dal greco antico τοῦτο γράμμα, trasl. touto gramma, cioè «stessa lettera») è un componimento nel quale tutte le parole hanno la stessa lettera iniziale. Una definizione di tautogramma creata con un tautogramma è: composizione costruita con componenti che cominciano, categoricamente, con caratteri coincidenti. È considerato un tipico di gioco linguistico.
Un celebre esempio di tautogramma è la frase di Giulio Cesare "Veni, vidi, vici".

## Tautogramma in ebraico
- Nella Bibbia ebraica, il Salmo 119[4] è composto da strofe di otto versetti: ogni ottava è un tautogramma, in cui i versetti iniziano tutti con la stessa lettera. Le ottave sono tante quante le lettere dell'alfabeto ebraico e sono appunto disposte in ordine alfabetico.

## Tautogramma in latino
- "Veni, vidi, vici" (Giulio Cesare)

- "O Tite tute Tati tibi tanta tyranne tulisti" (Quinto Ennio)

- Il primo tautogramma esteso si fa risalire a Ubaldo di Saint-Amand (sec. IX): è l'Ecloga de calvis dedicata all’arcivescovo di Magonza Hatto (anche se qualcuno crederà che fosse rivolto all’imperatore Carlo il Calvo), in 164 versi, tutti inizianti per c:

Carmina, clarisonae, calvis cantate, Camenae; / 
comperies calvos columen conferre cerebro; / 
comperies calvos capitis curare catarrhos; / 
comperies calvos calcas curare catervas. / 
Cronica cum cancro ceditque cacexia calvo / 
cardia cor carpens cassatur, colica cessat […]
- Il monaco domenicano Johannes Leo Placentius ha fatto pubblicare ad Anversa, nel 1530, un componimento dal titolo Pugna Porcorum: un'operetta di 250 versi, contenente solo parole che iniziano con la lettera P.[senza fonte]

## Tautogramma poetico
- Luigi Groto, noto anche come il Cieco d'Adria, nel 1587 ha pubblicato una raccolta di testi poetici in cui compare anche un sonetto in tautogramma, dedicato a Deidamia.

## Esempi contemporanei

### Tautogrammi in italiano[5]
(Cinzia Persici)

#### In televisione
Lo scrittore Walter Lazzarin ogni sabato su Rai 2, da settembre 2016 a maggio 2017, ha introdotto uno dei temi della trasmissione Dribbling con un tautogramma. La prima puntata della stagione è stata aperta da un testo relativo al calcio cinese:
conviene che comprendiate cosa comporta civettare coi capitali cinesi.
Ci corteggiano, ci confondono; con cifre che causano completa cecità ci comprano crediti, club, centravanti coi capelli chic.
Ci conquisteranno?
Chissà. Convincono chiunque.
Consultate Cannavaro: chiedetegli che contratto custodisce con cura, chiedetegli che clausole contiene.
Confrontatevi col Chelsea, col Corinthians: centrocampisti ceduti così, come coriandoli.
Ci credete?
Certi consiglieri comunisti collezionano cimeli come: casacche, calzature, calzettoni; creano collegi calcistici calcolando che, cresciuti culturalmente, capiranno come congegnare campionati che coinvolgano cinque continenti.
Cari cinesi, cercate campioni?
Chiamatemi.»
(Walter Lazzarin, dalla puntata di Dribbling del 10 settembre 2016)

#### Pubblicazioni in italiano
- Umberto Eco, in collaborazione coi propri studenti, ha scritto un lungo tautogramma che racconta la storia di Pinocchio: Povero Pinocchio, 1995.
- Tautogrammi d'amore e d'amarore, poesie in tautogramma di Alessandra Palombo, 2005.
- 21 Lettere d'amore, racconti in tautogramma di Walter Lazzarin, Edizioni il Foglio, 2012.
- Alfiabesco. Venti tautogrammi, fiabe e favole in tautogramma di Maria Matteacci, il Menocchio, Roma 2014.
- Ventuno vicende vagamente vergognose, racconti in tautogramma di Walter Lazzarin, CasaSirio Editore, 2017.
- Il gioco poetico delle lettere, poesie in tautogramma di Salvatore Lanno, LFA Publisher, 2018.
- Animali all'avventura, tautogrammi per bambini e adulti di Walter Lazzarin, Glifo Edizioni, 2019.

### Tautogrammi in inglese[senzafonte]
- All alone, along an avenue, Adam appreciated an attractive apple. (Walter Lazzarin)
- Disney declared: «Donald Duck definitely deserves devotion.» (Walter Lazzarin)
- Truly tautograms triumph, trumpeting trills to trounce terrible travesties.
- Todd told Tom the termite to tactically trot through the thick, tantalisingly tasteful timber.

### Tautogramma in francese[senzafonte]
- Mazarin, ministre malade, méditait même moribond malicieusement mille maltôtes. (Louis de Court)

### Tautogramma in spagnolo[senzafonte]
alcanzó alivio, ardiendo aprisionado;
armas a Antandra aumento acobardado;
aire abrazo, agua aprieto, aplico arenas.»
(Francisco de Quevedo)

### Tautogrammi in tedesco[senzafonte]
- Milch macht müde Männer munter.
- Wir Wiener Waschweiber würden weiße Wäsche waschen, wenn wir wüssten, wo warmes Wasser wär.
- Zehn zahme Ziegen zogen zehn Zentner Zucker zum Zoo.